# Weltmeisterschaften im Gewichtheben 1920
Die 20. Weltmeisterschaften im Gewichtheben fanden vom 4. bis zum 8. September 1920 in der österreichischen Hauptstadt Wien statt. An den von der International Weightlifting Federation (IWF) im Vierkampf ausgetragenen Wettkämpfen nahmen 74 Gewichtheber aus vier Nationen teil.

## Medaillengewinner
| Disziplin           | Gold              | Silber            | Bronze               |
| ------------------- | ----------------- | ----------------- | -------------------- |
| Federgewicht        | Eugen Wiedmann    | Andreas Jaquemont | Gustav Kubu          |
| Leichtgewicht       | Philipp List      | Josef Zimmermann  | Karl Palkowitz       |
| Mittelgewicht       | Karl Stritesky    | Ulrich Blaser     | Josef Kammerer       |
| Leichtschwergewicht | Josef Straßberger | Franz Zuba        | Leopold Hennermüller |
| Superschwergewicht  | Karl Mörke        | Franz Aigner      | Heinrich Alscher     |

## Medaillenspiegel
Die Platzierungen im Medaillenspiegel sind nach der Anzahl der gewonnenen Goldmedaillen sortiert, gefolgt von der Anzahl der Silber- und Bronzemedaillen (lexikographische Ordnung). Weisen zwei oder mehr Nationen eine identische Medaillenbilanz auf, werden sie alphabetisch geordnet auf dem gleichen Rang geführt.
| Rang | Nation          | Gold | Silber | Bronze | Gesamt |
| ---- | --------------- | ---- | ------ | ------ | ------ |
| 1.   | Deutsches Reich | 4    | 2      | 0      | 6      |
| 2.   | Österreich      | 1    | 2      | 5      | 8      |
| 3.   | Schweiz         | 0    | 1      | 0      | 1      |